# لیتل استنی
لیتل استنی (به انگلیسی: Little Stanney) یک روستا و محله مدنی در بریتانیا است که در چشر غربی و چستر واقع شده‌است. لیتل استنی ۱۹۸ نفر جمعیت دارد.